# Králova řeč
Králova řeč (anglicky: The King's Speech) je britsko-australsko-americké historické drama natočené na podkladě skutečných událostí, které režíroval Tom Hooper a napsal David Seidler.
Film pojednává o přátelství mezi britským králem Jiřím VI. a jeho logopedem. Snímek získal cenu People's Choice Award na Torontském mezinárodním filmovém festivalu a v roce 2010 byl nominován na dvanáct Oscarů, z nichž získal čtyři ceny za nejlepší film, nejlepšího herce v hlavní roli, nejlepší scénář a nejlepší režii. V hlavních rolích se objevili Colin Firth, Geoffrey Rush a Helena Bonham Carterová.

## Děj
Ve 30. letech 20. století se ve Spojeném království princ Albert (pozdější král Jiří VI. a otec královny Alžběty II.), druhorozený syn krále Jiřího V., trápí s vážným problémem – koktavostí.
Pod nátlakem své ženy Alžběty se setkává s Lionelem Loguem, australským logopedem, který má mírně neortodoxní metody. Až na malé princovy rezervy však Logueova metoda překvapivě funguje. Jelikož se Albert po abdikaci svého bratra krále Eduarda VIII. stal králem Jiřím VI., musí překonat své obtíže s jazykem právě v době, kdy svět vstupuje do druhé světové války. Navíc zjišťuje, že logoped nemá lékařské vzdělání a jedná se o ochotnického herce, který koktavosti odnaučoval traumatizované vojáky vracející se domů z první světové války. Na rozdíl od tehdy praktikované léčby se zaměřoval na duši a psychický stav pacientů s pozitivními výsledky.
Svou řeč k národu o vstupu do války s Německem, přenášenou rozhlasem v přímém přenosu, král dobře zvládne. V závěru filmu král Jiří VI. svému logopedovi poděkuje za pomoc a nazve jej přítelem.

## Obsazení
- Colin Firth jako král Jiří VI.
- Geoffrey Rush jako logoped Lionel Logue
- Helena Bonham Carter jako královna Elizabeth Bowes-Lyon
- Guy Pearce jako král Eduard VIII.
- Michael Gambon jako král Jiří V.
- Timothy Spall jako Winston Churchill
- Jennifer Ehle jako Myrtle Logueová
- Derek Jacobi jako Cosmo Gordon Lang, arcibiskup canterburský
- Anthony Andrews jako Stanley Baldwin
- Eve Best jako Wallis Simpson
- Freya Wilson jako princezna Alžběta
- Ramona Marquez jako princezna Margaret
- Claire Bloom jako královna Mary
- Orlando Wells jako princ Jiří
- Patrick Ryecart jako lord Wigram

## Ocenění
Oscar
- nejlepší film
- nejlepší mužský herecký výkon v hlavní roli: Colin Firth
- nejlepší režie: Tom Hooper
- nejlepší adaptovaný scénář: David Seidler